# Winnecke 4
Winnecke 4 (kurz: WNC 4) ist ein optischer Doppelstern im Großen Bären, bestehend aus dem Stern HD 238107 mit der Helligkeit +9,64 mag und dem Stern HD 238108 mit der Helligkeit +10,1 mag. Dieser in einem lichtstarken Feldstecher auflösbare scheinbare Doppelstern wurde von Charles Messier 1764 entdeckt, fälschlicherweise für einen Nebelfleck gehalten und in seinen Katalog aufgenommen. Dadurch trägt das Objekt auch die Bezeichnung Messier 40.
Der Winkelabstand zwischen beiden Sternen beträgt ca. 50 Bogensekunden, wobei sich der weniger helle in einem Positionswinkel von 83 Grad bezüglich des helleren befindet. Die Bezeichnung Winnecke 4 ergibt sich durch die Doppelsternmessungen von Winnecke.

## Besonderheiten
Vor den Messungen von Gaia waren alle Versuche gescheitert, die Bewegungs- und Entfernungsdaten genau zu bestimmen; die Entfernung wurde auf 170 ± 70 pc geschätzt. Die gravitative Koppelung war fraglich und somit unklar, ob es sich bei dem Objekt um einen echten Doppelstern handelt. Eine etwaige Periode hätte mindestens 232.000 Jahre dauern müssen und der Abstand wäre mindestens 5000 AE gewesen, weshalb die Koppelung immer als unwahrscheinlich galt.
Kombinierte astrometrische Lösungen der Hipparcos- und Gaia-Satelliten ergeben Parallaxen, die Entfernungsabschätzungen von 350 ± 30 pc bzw. 140 ± 5 pc entsprechen. Damit ist Messier 40 kein physischer Doppelstern, sondern besteht aus zwei vollkommen unabhängigen Sternen, mit Gaia DR2 wurden die Entfernungsangaben abermals präziser mit 317 ± 3 für HD 238107 resp. 146 ± 1 pc für HD 238108.